# Oecothea similis
Oecothea similis är en tvåvingeart som beskrevs av Gorodkov 1969. Oecothea similis ingår i släktet Oecothea och familjen myllflugor. Inga underarter finns listade i Catalogue of Life.